# Панов Аркадій Миколайович
Аркадій Миколайович Панов (рос. Аркадий Николаевич Панов нар. 23 вересня 1940, Чугуїв, Харківська область, УРСР — пом. 8 вересня 2015) — радянський футболіст та тренер, захисник. Майстер спорту СРСР.

## Життєпис
Народився 23 вересня 1940 року в місті Чугуїв, Харківської області в сім'ї військовослужбовця. У 1952 році його сім'я переїхала до обласного центру — Харків. Навчався в 72-ій середній школі. Займався гімнастикою, боксом, хокеєм і футболом на стадіоні ХТЗ. Його перший футбольний тренер — Олександр Москальов.
Після закінчення школи у 1958 році Дмитро Васильєв, який очолював харківське «Торпедо», запросив Панова в команду. «Торпедо» тоді виступало в чемпіонаті серед колективів фізкультури. Через рік, Аркадій побував у зарубіжному турне в Марокко і на Всесвітньому фестивалі молоді і студентів у Відні. У 1960 році команда розпочала виступати в Першій лізі СРСР. Панов відразу завоював місце в основному складі клубу аутсайдера першої ліги. Граючи за «Торпедо» Панов називав своїми вчителями на футбольному полі Євгена Догадіна та Михайла Садика. За «Торпедо» грав протягом двох з половиною років і провів понад вісімдесят матчів. У тому ж 1962 році взяв участь в першій зимовій Спартакіаді народів СРСР у складі збірної Української РСР з хокею з шайбою.
У червні 1962 року головний тренер харківського «Авангарду» Віктор Жилін, запросив Панов в команду Вищої ліги СРСР. Сезон 1963 року завершився для «Авангарду» вильотом з вищого дивізіону. Всього за клуб грав протягом двох з половиною сезонів і провів за нього більше п'ятдесяти матчів.
У листопаді 1964 він був призваний на військову службу. Спочатку проходив службу в армійській команді Києва. Потім протягом двох сезонів виступав у чемпіонаті СРСР за одеський СКА, який два сезони поспіль займав останню сходинку в турнірі. За одеситів провів понад шістдесят ігор, а в 1965 році увійшов до списку 33 найкращих футболістів України. У січні 1967 року продовжив службу граючи за московський ЦСКА. Разом з командою дійшов до фіналу Кубка СРСР, де армійці поступилися іншій столичній команді «Динамо» (0:3). За це досягнення він отримав звання Майстра спорту СРСР. У чемпіонаті Панов зіграв у всіх матчах турніру. Взяв участь в турне ЦСКА по Японії. Після завершення сезону, головний тренер ЦСКА Всеволод Бобров запропонував Аркадію Панову залишитися в команді з присвоєнням лейтенантського звання й обіцянкою виділення квартири в центрі столиці. У підсумку він відмовився і повернувся до Харкова, де грав за «Металіст». Незважаючи на те, що у нього були пропозиції від московського «Торпедо» й одеського «Чорноморця». На зборах на початку 1968 року в Кудепсті він отримав травму — розрив зв'язок, через яку пропустив більшу частину сезону. Всього в складі «Металіста» відіграв ще три сезони в Першої ліги, зігравши в більш ніж п'ятдесяти матчах. Завершив кар'єру гравця в 1970 році, проте виступав в чемпіонаті області за «Українку» й «Маяк».
По завершенні кар'єри футболіста перейшов на тренерську роботу. У 1973 році йому запропонували тренерську посаду в харківському «Маяку», проте він став дитячим тренером у ДЮСШ-7. У 1984 році був тренером в команді «Авангард» з міста Дергачі. З 1985 року по 1987 рік був наставником харківського «Маяка», який готував футболістів для «Металіста». Клуб був аутсайдером другої ліги СРСР. З «Маяка» в «Металіст» взяли Віктора Ващенка й Велі Касумова. Потім, Панов повернувся в дитячий футбол, працюючи в ДЮСШ-7, а пізніше й у «Металісті», де пропрацював до 2008 року. Серед його вихованців Володимир Безсонов, Віктор Сусло, Максим Калиниченко, Іван Гурко, Денис Сидоренко, Ігор Биканов, Сергій Барілко, Ігор Бахметьев.
Помер 8 вересня 2015 року. Матч 7-го туру чемпіонату України 2015/16 між харківським «Металістом» і донецьким «Шахтарем» почався з хвилини мовчання в пам'ять про загиблого Панова. У Харкові проводиться турнір пам'яті Аркадія Панова.

## Досягнення
ЦСКА (Москва)
- Кубок СРСР
  -  Фіналіст (1): 1967

## Статистика виступів

### Клубна
| Сезон | Клуб                | Ліга       | Чемпіонат | Чемпіонат | Кубок | Кубок |
| Сезон | Клуб                | Ліга       | Ігри      | Голи      | Ігри  | Голи  |
| ----- | ------------------- | ---------- | --------- | --------- | ----- | ----- |
| 1960  | «Торпедо» (Харків)  | Перша ліга | 34        | 0         |       |       |
| 1961  | «Торпедо» (Харків)  | Перша ліга | 36        | 0         | 2     | 0     |
| 1962  | «Торпедо» (Харків)  | Перша ліга | 17        | 2         | 1     | 0     |
| 1962  | «Авангард» (Харків) | Вища ліга  | 1         | 0         |       |       |
| 1963  | «Авангард» (Харків) | Вища ліга  | 28        | 0         | 1     | 0     |
| 1964  | «Авангард» (Харків) | Перша ліга | 30        | 1         |       |       |
| 1965  | СКА (Одеса)         | Вища ліга  | 28        | 1         |       |       |
| 1966  | СКА (Одеса)         | Вища ліга  | 34        | 1         | 1     | 0     |
| 1967  | ЦСКА (Москва)       | Вища ліга  | 36        | 2         | 6     | 0     |
| 1968  | «Металіст» (Харків) | Перша ліга | 8         | 0         |       |       |
| 1969  | «Металіст» (Харків) | Перша ліга | 30        | 5         | 1     | 0     |
| 1970  | «Металіст» (Харків) | Перша ліга | 16        | 2         | 3     | 0     |